# Kootstertille
Kootstertille (en frison : Koatstertille) est un village de la commune néerlandaise d'Achtkarspelen, dans la province de Frise.

## Géographie
Le village est situé dans l'est de la Frise, à 10 km au nord de Drachten. Il est bordé au sud par le canal Princesse-Margriet.

## Démographie
Le 1er janvier 2018, le village comptait 2 505 habitants.